# Hyalonthophagus hyalcyon
Hyalonthophagus hyalcyon is een keversoort uit de familie bladsprietkevers (Scarabaeidae). De wetenschappelijke naam van de soort werd voor het eerst geldig gepubliceerd in 1989 door Palestrini en Giacone.